# Ullernåsen Station
Ullernåsen Station (Ullernåsen stasjon) er en metrostation på Kolsåsbanen på T-banen i Oslo. Stationen blev oprettet sammen med banen mellem Jar og Sørbyhaugen 15. juni 1942. Da Kolsåsbanen blev opgraderet til metrostandard, var stationen lukket fra 1. juli 2006 til 18. august 2008.
Ullernåsen Station ligger ved Kolsåsbanens bro over Mærradalen, den største og højeste jernbanebro i Oslo. Broen er ofte blevet benyttet som ulovlig genvej om natten af unge i kvarteret, og der er sket flere dødsulykker her.